# Tribu Modoc d'Oklahoma
La Tribu Modoc d'Oklahoma és una tribu reconeguda federalment, la més petita d'Oklahoma, dels modoc. Són descendents de la banda modoc del Captain Jack, deportada des de la Costa Oest després de la Guerra Modoc.

## Govern
La Tribu Modoc d'Oklahoma té la seu a Miami (Oklahoma). Dels 250 membres tribals registrats, 120 viuen a l'estat d'Oklahoma. El seu cap tribal és Bill Follis, qui fou fonamental en assegurar el reconeixement federal. L'àrea jurisdiccional tribal modoc es troba al comtat d'Ottawa (Oklahoma).

## Desenvolupament econòmic
Els modocs d'Oklahoma gestionen la seva pròpia autoritat d'habitatge, un casino, una botiga de tabac tribal, Red Cedar Recycling, i el Modoc Bison Project com a membre de la Inter-Tribal Bison Cooperative. També emeten les seves pròpies matrícules tribals. La tribu modoc gestiona el seu casino, The Stables, que es troba a Miami, Oklahoma, i inclou un restaurant i una tenda. També s'han afiliat amb nombroses empreses privades que utilitzen l'adreça i número de telèfon de la botiga de casino/ tabac per protegir-se de moltes lleis estatals. Moltes d'aquestes empreses són companyies de pagament diari per avançat com AMG Services que han ajudat a la tribu en gran manera alhora que ofereixen préstecs amb altes taxes d'interès que normalment serien il·legals si no gaudissin d'immunitat tribal.
L'empresa tribal Red Cedar Recycling proporciona cartró gratuït i reciclatge de paper per a les empreses de la zona i als residents i paga taxa de mercat per reciclar alumini. La companyia tribal també proporciona materials educatius sobre el reciclatge i hostatja esdeveniments de reciclatge de pneumàtics.